# Коротченко Дем'ян Сергійович
Дем'я́н Сергі́йович Коро́тченко (17 (29) листопада 1894 , Погребки, Чернігівська губернія  — 7 квітня 1969 , Київ ) — український радянський державний і партійний діяч, голова Ради Народних Комісарів УРСР (лютий 1938 — липень 1939), голова Ради Міністрів УРСР (грудень 1947 — січень 1954), голова Президії Верховної Ради УРСР (січень 1954 — квітень 1969).
Член Ревізійної комісії КП(б)У (листопад 1927 — червень 1930), член ЦК КП(б)У — ЦК КПУ (червень 1938 — квітень 1969), член Оргбюро ЦК КП(б)У (червень 1938 — січень 1949), член Політбюро ЦК КП(б)У — Бюро ЦК КП(б)У — Бюро ЦК КПУ — Президії ЦК КПУ — Політбюро ЦК КПУ (червень 1938 — квітень 1969). 3-й секретар (липень 1939 — липень 1947), 2-й секретар ЦК КП(б)У (липень 1946 — березень 1947), секретар ЦК (КП(б) по промисловості (березень — грудень 1947).
Член ЦК КПРС (березень 1939 — квітень 1969), член Президії ЦК КПРС (жовтень 1952 — березень 1953), кандидат у члени Президії ЦК КПРС (червень 1957 — жовтень 1961).
Депутат Верховної Ради СРСР 1–7-го скликань, заступник голови Президії Верховної Ради СРСР, член Президії Верховної Ради Союзу РСР.
Депутат Верховної Ради Української РСР 1–7-го скликань. Герой Соціалістичної Праці (28.11.1964).

## Біографія
Народився 17 (29) листопада 1894 року в селі Погрібках Івотської волості Новгород-Сіверського повіту Чернігівської губернії (нині — Шосткинського району Сумської області, Україна) в родині селянина-бідняка. У 1909 році закінчив сільську школу в селі Погрібках. У 1910 році працював чорноробом в булочній (пекарні), у 1910—1911 роках — робітником на залізниці станції Шостка. У 1911—1912 роках — наймит в поміщиків Області Війська Донського і Катеринославської губернії. У 1912—1915 роках — робітник порохового заводу в місті Шостці.
У 1915 році був призваний у армію. Служив рядовим, молодшим феєрверкером-лаборатористом, батарейним суддею 2-ї морської артилерійської бригади фортеці імператора Петра Великого в місті Ревелі (нині — Таллінн, Естонія) Північного флоту. Після Лютневої революції 1917 року став суддею та членом батарейного комітету солдатських депутатів у Ревелі.
У 1917—1918 роках — уповноважений земельного комітету з розподілу землі в селах Погрібках і Остроушках Чернігівської губернії. У 1918 році став одним із організаторів червоних партизанських загонів в Україні (в околицях Новгород-Сіверська на території сучасної Чернігівської області), які діяли проти німецько-австрійських військ і армії Української Народної Республіки. У листопаді 1918 року вступив у РКП(б).
У 1919—1920 роках — голова батальйонного і полкового осередків РКП(б) місцевого сторожового запасного полку 46-ї дивізії у місті Новгороді-Сіверському, політичний комісар навчальної школи 13-ї армії РСЧА на Південному фронті. У вересні 1920 — лютому 1923 року — завідувач організаційного відділу, секретар Шосткинського повітового комітету КП(б) України (КП(б)У). У лютому — листопаді 1923 року — завідувач організаційного відділу Новгород-Сіверського окружного комітету КП(б)У. У квітні 1924 році закінчив курси партійних працівників при ЦК КП(б)У в місті Харкові. У квітні — жовтні 1924 року — завідувач організаційного відділу Новгород-Сіверського окружного комітету КП(б)У.
У жовтні 1924 — вересні 1925 року — відповідальний секретар Чернігівського окружного комітету КП(б)У. У вересні 1925 — вересні 1928 року — відповідальний секретар Первомайського окружного комітету КП(б)У.
У 1928—1930 роках вчився на курсах марксизму-ленінізму при ЦК ВКП(б) у Москві. У 1930 році — інспектор Народного комісаріату земельних справ СРСР. У 1930—1931 роках — завідувач агітаційно-масового відділу Бауманського районного комітету ВКП(б) міста Москви.
7 січня 1931 — 14 січня 1934 року — голова Бауманської районної ради депутатів трудящих міста Москви, в 1934—1936 роках — перший секретар Бауманського, потім — Первомайського райкомів партії Москви. З червня 1936 по червень 1937 року — секретар, другий секретар Московського обкому ВКП(б).
У червні — листопаді 1937 року — перший секретар Західного обкому і Смоленського міськкому партії.
9 листопада 1937 року під час сталінських репресій і спричинених ним масових втрат партійної номенклатури був призначений виконувачем обов'язків першого секретаря Дніпропетровського обкому КП(б)У.
З 21 лютого 1938 по 28 липня 1939 року — голова Ради народних комісарів Української РСР. 23 липня 1939 року був обраний 3-м секретарем ЦК КП(б)У.
У роки радянсько-німецької війни років Дем'ян Коротченко був одним з організаторів радянських диверсійних загонів в Україні, членом підпільного ЦК КП(б)У. Разом з іншими керівниками партії вів роботу з максимальної мілітаризації економіки, розробляв логістику постачання озброєння, реквізицій продовольства, організовував примусову евакуацію з районів, які перебували під загрозою захоплення німецькою армією. З 22 квітня по 4 липня 1943 року з групою агентури НКВС СРСР перебував у тилу німецької армії, на контрольованій радянськими партизанами-диверсантами території.
У 1946—1950 роках — член Президії Верховної Ради Союзу РСР. У липні 1946 року був обраний другим секретарем ЦК КП(б)У, в березні 1947 року — секретарем ЦК КП(б)У по промисловості. З 26 грудня 1947 по 15 січня 1954 був головою Ради Міністрів Української РСР. З 16 жовтня 1952 по 6 березня 1953 року — член Президії ЦК КПРС.
З 15 січня 1954 року до останніх днів життя був головою Президії Верховної Ради Української РСР і одночасно заступником голови Президії Верховної Ради Союзу РСР. З 29 червня 1957 по 17 жовтня 1961 року — кандидат у члени Президії ЦК КПРС.
Був делегатом XIV, XV, XVII—XXIII з'їздів КПРС; на XVIII—XXIII з'їздах обирався членом ЦК КПРС.
Помер 7 квітня 1969 року в Києві. Похований на Байковому кладовищі (ділянка № 2; надгробок — мармур, скульптор О. О. Ковальов).

## Родина
- Дружина — Коротченко Поліна Опанасівна.
- Син — Коротченко Олександр Дем'янович

## Нагороди
Указом Президії Верховної Ради СРСР від 28 листопада 1964 року за великі заслуги перед Комуністичною партією і Радянською державою і у зв'язку з 70-річчям від дня народження Голові Президії Верховної Ради Української РСР Коротченку Дем'яну Сергійовичу присвоєно звання Героя Соціалістичної Праці з врученням ордена Леніна і золотої медалі «Серп і Молот».
Нагороджений шістьма орденами Леніна (7.02.1939, 13.09.1943, 29.11.1944, 23.01.1948, 26.02.1958, 28.11.1964), орденами Суворова 1-го ступеня (2.05.1945), Вітчизняної війни І ступеня (1.02.1945), медаллю «За трудову доблесть» (25.12.1959), двома медалями «Партизану Вітчизняної війни» І ступеня (5.06.1943, 20.10.1944).

## Пам'ять
З 1969 по 2016 рік його рідне село Погребки мало назву Коротченкове; у селі було встановлено бюст і діяла кімната-музей.
У Києві:
- У 1969—1993 роках вулиця Олени Теліги носила його ім'я.
- На проспекті Берестейському в парку «Нивки» йому 1974 року було встановлено пам'ятник. Знесено під час ленінопаду в ніч на 27 травня 2015 року[2].
- На вулиці 25 Жовтня (тепер Інститутській) № 20/8, де у 1937—1941 роках жив Дем'ян Коротченко, 29 листопада 1974 року йому встановлено мармурову меморіальну дошку (барельєф; скульптор О. О. Ковальов)[3]. Пізніше демонтовано.

Також меморіальні дошки були встановлені в місті Первомайську на будівлі, в якому він працював і в місті Шостці на будівлі, де раніше розміщувався Шосткинський повітовий комітет КП(б)У, секретарем якого він був. На честь Коротченка були названі вулиці в містах Сумах, Шостці, Первомайську, Донецьку, Горлівці та інших. Більшість перейменовані в рамках декомунізації.

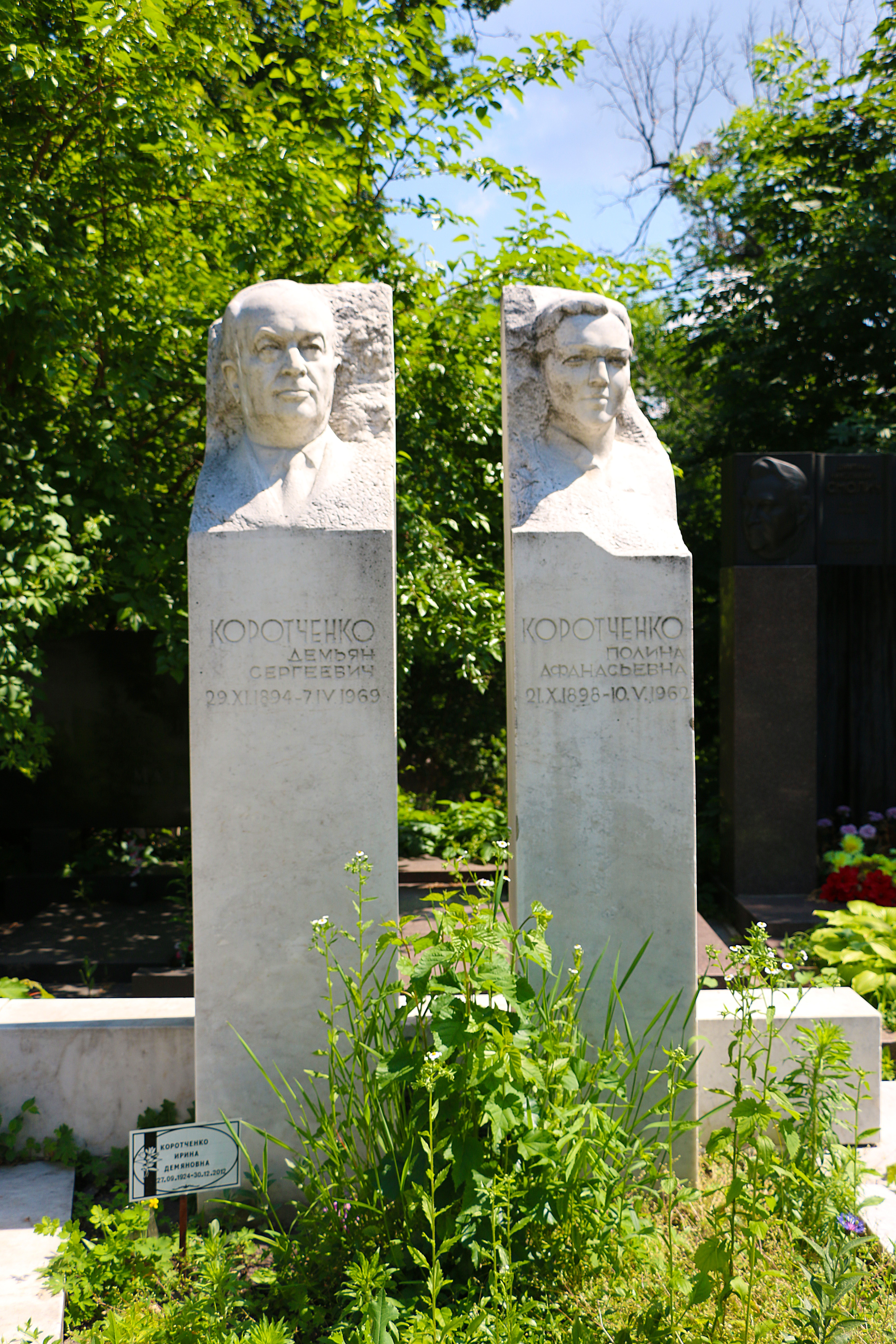
Могила на Байковому кладовищі
демонтований пам'ятник Дем'янові Коротченку у Києві
демонтована меморіальна дошка в Києві